# The Sarah Silverman Program
The Sarah Silverman Program (estilizado como The Sarah Silverman Program.) es una comedia de situación televisiva estadounidense que se emitió del 1 de febrero de 2007 al 15 de abril de 2010 en Comedy Central , protagonizada por la comediante y actriz Sarah Silverman, quien creó la serie con Dan Harmon y Rob Schrab. The Sarah Silverman Program se enfrentó a la cancelación en 2009 cuando Comedy Central y los productores no pudieron llegar a un acuerdo sobre el presupuesto por episodio del programa. El canal de cable de interés LGBT Logo intervino para coproducir la tercera temporada.

## Premisa
Los episodios giran en torno a las aventuras de Sarah y sus amigos en Valley Village, California, un distrito en la parte del Valle de San Fernando de Los Ángeles que se presenta como una ciudad autónoma dentro del programa. Silverman interpreta una versión ficticia de ella misma, una mujer soltera y desempleada que lleva una vida irresponsable. Su rasgo más notable es su egocentrismo infantil, que comúnmente la lleva a situaciones cómicas incómodas en las que insulta a amigos, familiares y completos desconocidos. El programa abordó temas como el aborto, el racismo y el matrimonio entre personas del mismo sexo ; fue cancelado después de tres temporadas.

## Personajes
- Sarah Jane Anastasia Silverman, a.k.a. Sarah St. Clair (Sarah Silverman)
- Laura Jane Silverman III (Laura Silverman)
- Brian Damien Spukowski (Brian Posehn)
- Steven Ned Myron III (Steve Agee)
- Officer Jay McPherson (Jay Johnston)
- Doug[4]

### Personajes recurrentes
- Heather Silverman (Laura Marano)
- Armen (Armen Weitzman)
- Eddie (Eddie Pepitone)
- Dios (Tucker Smallwood)
- Mini Coffee (Rob Schrab)
- Murray (Murray Gershenz)
- The Mustangs (Chris Romano y Kurt Scholler)
- Paul (Paul F. Tompkins)
- Max Silverman (Mark Cohen)
- Tig (Tig Notaro)

## Episodios
La huelga de guionistas en Hollywood de 2007-2008 puso en pausa el Programa Sarah Silverman en noviembre de 2007. La segunda mitad de la segunda temporada comenzó a transmitirse el 8 de octubre de 2008. La tercera temporada se estrenó el 4 de febrero de 2010. El primer episodio de la serie con clasificación TV-MA, "Just Breve" (episodio 308), se emitió el 1 de abril de 2010.

## Lanzamiento de DVD
La serie completa fue lanzada en DVD en 2012. La serie está disponible en alta definición 16:9 open matte en varios minoristas en línea. El episodio "Face Wars" de la segunda temporada con la temática de blackface no está disponible en línea.

## Recepción

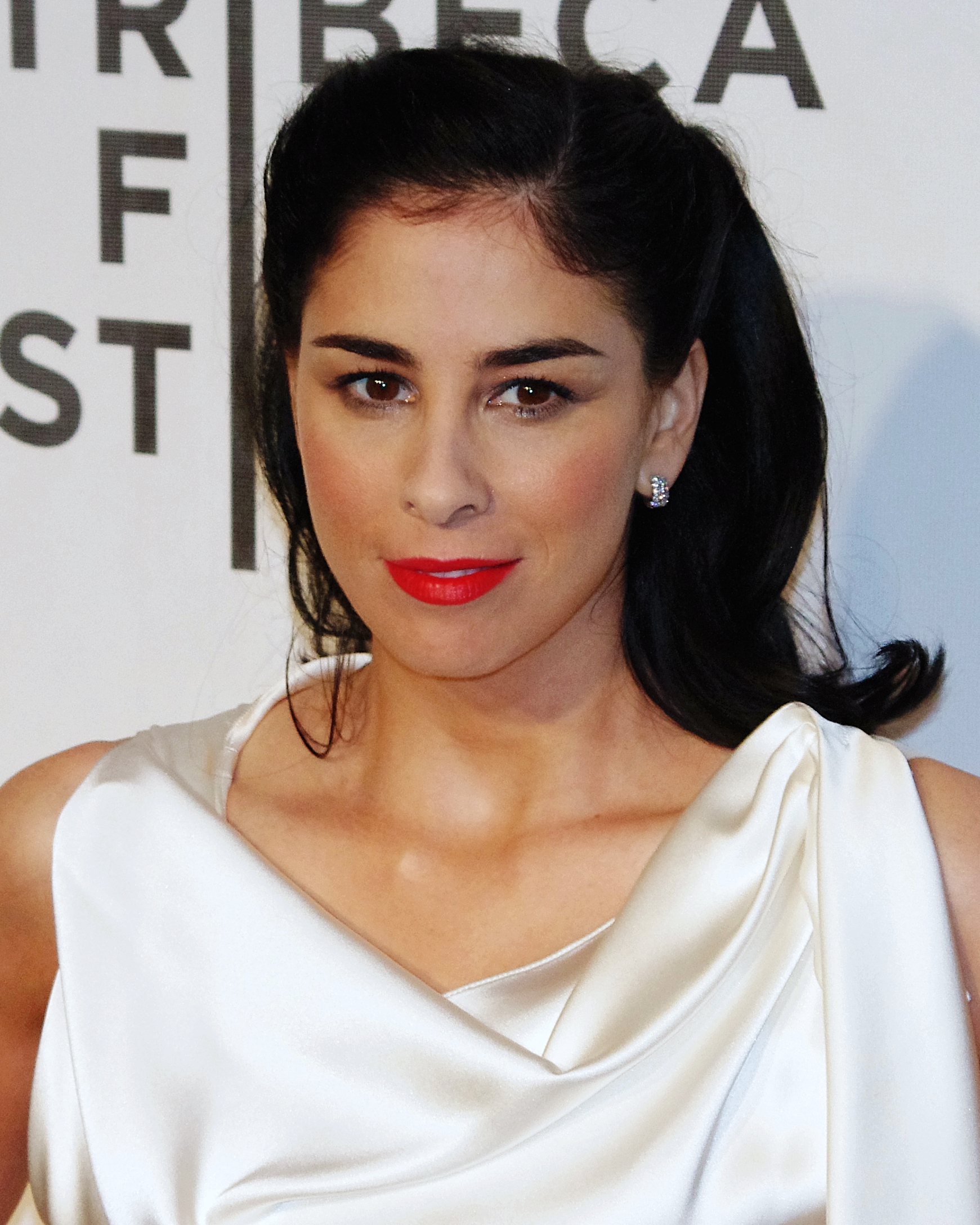

El estreno del programa atrajo a 1,8 millones de espectadores en total y 1,3 millones en el grupo demográfico de 18 a 49 años. El programa obtuvo los mejores índices de audiencia en su debut "para una producción original de Comedy Central desde el estreno de la serie animada Drawn Together (2,2 millones de espectadores) en 2004". El 12 de febrero de 2007, once días después del estreno del programa, Comedy Central anunció que había "ordenado 16 nuevos episodios para emitirse este otoño y la próxima primavera". La cadena afirmó que la incorporación anticipada se debió a que, en sus dos primeras semanas, "fue el programa de cable más visto en horario estelar entre todos los grupos demográficos clave". Comedy Central lo calificó como "su lanzamiento en horario estelar más exitoso en tres años".
El programa también recibió críticas positivas. Tim Goodman, del San Francisco Chronicle, dijo que el programa estaba "repleto de imaginación, audacia, encanto rudo y una visión del mundo implacablemente divertida" y lo llamó "una joya poco convencional". Daniel Fierman, de Entertainment Weekly, lo llamó "totalmente hilarante". Tad Friend, de The New Yorker, llamó al programa "La comedia de situación más cruel en años – y una de las más divertidas." Doug Elfman de The Chicago Sun-Times llamó al programa "una comedia de acción en vivo tan divertida como Chappelle's Show ". James Poniewozik de la revista Time lo nombró una de las 10 mejores series de televisión nuevas de 2007, ubicándolo en el número seis. El programa también ha sido elogiado por su representación no estereotipada de una pareja gay, lo que resultó en una nominación a los premios GLAAD Media Awards.

### Reconocimientos
El 16 de julio de 2009, Silverman fue nominada a un premio Primetime Emmy como mejor actriz principal en una serie de comedia por su actuación en la serie.
| Premios                                               | Año  | Categoría                                      | Nominado(s)                                                                                       | Resultado | Ref.          |
| ----------------------------------------------------- | ---- | ---------------------------------------------- | ------------------------------------------------------------------------------------------------- | --------- | ------------- |
| Premios GLAAD Media                                   | 2008 | Serie de comedia destacada                     | The Sarah Silverman Program                                                                       | Nominada  | [ 14 ] [ 15 ] |
| Premios Emmy de Primetime                             | 2009 | Mejor actriz principal en una serie de comedia | Sarah Silverman                                                                                   | Nominada  | [ 13 ]        |
| Premios del Sindicato de Escritores de Estados Unidos | 2008 | Nueva serie                                    | Dan Fybel, Rich Rinaldi, Rob Schrab, Jon Schroeder, Sarah Silverman, Dan Sterling, Harris Wittels | Nominada  | [ 16 ] [ 17 ] |
| Premios del Sindicato de Escritores de Estados Unidos | 2011 | Comedia episódica                              | Dan Sterling (por "NightMayor")                                                                   | Nominada  | [ 18 ] [ 17 ] |